# Mădălina Drăghici
Mădălina Drăghici (n. 14 iulie 1988, Ploiești) este un fost model internațional și o actriță de origine română. După interpretarea rolului principal în prima telenovelă HD din România (produsă de MediaPro Pictures), Iubire și onoare, pe parcursul a aproximativ 140 de episoade, a devenit celebră în România și în alte 28 de țări în care această telenovelă s-a difuzat. Al doilea rol l-a obținut în producția Pariu cu viața, primul serial muzical românesc difuzat pe canalul Pro TV. A fost una dintre vedetele postului Acasă TV si ProTv. A avut roluri doar în aceste două seriale.

## Serii de televiziune
- Pariu cu viața (2011 - 2012)  - Alexandra Anastasiu
- Iubire și Onoare (2010 - 2011) - Ilinca Stuttman